# Scambus brevicornis
Scambus brevicornis är en stekelart som först beskrevs av Johann Ludwig Christian Gravenhorst 1829.  Scambus brevicornis ingår i släktet Scambus och familjen brokparasitsteklar. Enligt den finländska rödlistan är arten nära hotad i Finland. Arten är reproducerande i Sverige. Artens livsmiljö är skogar.

## Underarter
Arten delas in i följande underarter:
- S. b. goniozator
- S. b. rivalis